# فرودگاه تاملینگتار
فرودگاه تاملینگتار  (به انگلیسی: Tumlingtar Airport)  یک فرودگاه همگانی  با کد یاتا TMI است که یک باند فرود آسفالت دارد و طول باند آن ۱۲۱۹ متر است. این فرودگاه در  کشور نپال قرار دارد و در ارتفاع ۵۱۸ متری از سطح دریا واقع شده است.